# Hartbeespoort
Hartbeespoort è una cittadina ed una località di villeggiatura sudafricana situata nella provincia del Nordovest a circa 30 chilometri a ovest di Pretoria, la capitale esecutiva del Paese.

## Geografia fisica
La località sorge sulle rive del lago della diga di Hartbeespoort alle pendici dei monti Magaliesberg.